# 死亡空间：催化剂
《死亡空间：催化剂》是由布莱恩·埃文森执笔的科幻恐怖小说，由出版商Tor Books于2012年出版。与《死亡空间：殉道者》一样，本作同为《死亡空间》的前传小说。

## 剧情
伊斯特凡·佐藤和杰西·佐藤兄弟在维达加行星的贫民区长大。伊斯特凡从小精神状态就异于常人，痴迷于数字、符号和图像。在他们的母亲染病后，杰西被指定的监护人收养，而伊斯特凡却不知去向。
几年后，伊斯特凡再次出现，却杀害了一名市议员，随后被押往阿斯帕拉行星上的一所监狱。杰西搭乘飞船前去营救自己的哥哥，却发现了监狱中隐藏的可怕秘密。